# Phyllachora alamoi
Phyllachora alamoi är en svampart som beskrevs av Chardón 1934. Phyllachora alamoi ingår i släktet Phyllachora och familjen Phyllachoraceae.   Inga underarter finns listade i Catalogue of Life.